# Piotr Machalica
Piotr Machalica (Pszczyna, 1955. február 13. – Varsó, 2020. december 14.) lengyel színész.

## Fontosabb filmjei
- Ez volt a dzsessz (Był jazz) (1983)
- Álarcban (Maskarada) (1987)
- Ördögök (Les possédés) (1988)
- Ölj meg, zsaru! (Zabij mnie, glino) (1988)
- Rövidfilm a szerelemről (Krótki film o miłości) (1988)
- Tízparancsolat (Dekalog) (1989, tv-film)
- Lengyel konyha (Kuchnia polska) (1991)
- Három szín: fehér (Trois couleurs: Blanc) (1994)
- Nem vagy te intéző... (Nic śmiesznego) (1995)
- Magocska (Pestka) (1995)
- A sámán ereje (Szamanka) (1996)
- A bolond egy napja (Dzień świra) (2002)
- Mindannyian Krisztusok vagyunk (Wszyscy jesteśmy Chrystusami) (2006)
- Alex felügyelő (Komisarz Alex) (2012, tv-sorozat, egy epizódban)